# Aeropuerto Internacional Suboficial Ayudante Santiago Germano
El Aeródromo Suboficial Ayudante Santiago Germanó (FAA: AFA - IATA: AFA - OACI: SAMR), es un Aeródromo que se encuentra ubicado a 8 km hacia el noroeste del centro de la ciudad de San Rafael, en la provincia de Mendoza.

## Localización
El Aeródromo se encuentra sobre la Ruta Nacional 143 S/N, en la localidad de Las Paredes (M5601) y sus coordenadas son latitud 34° 35' 28" S y longitud 68° 24' 03" O.

## Infraestructura
El área total del predio es de 185 ha aproximadamente y su categoría OACI es 3C.
- Pistas: 67,800 m²
- Calles de Rodaje: 4,770 m²
- Plataformas: 11,380 m²
- Superficie Total Edificada: 1,195 m²
- Terminal de Pasajeros: 820 m²
- Hangares: 3 hangares (de entre 160 y 620 m²)
- Estacionamiento Vehicular: 1,936 m² (140 vehículos)

## Historia
La terminal de pasajeros del Aeródromo actual fue inaugurada en 1997.

## Aerolíneas

### Argentina
| Destinos regulares | Nombre del aeropuerto    | Aerolíneas            | Avión   | Frecuencias semanales         |
| ------------------ | ------------------------ | --------------------- | ------- | ----------------------------- |
| Argentina          |                          |                       |         |                               |
| Buenos Aires       | Aeroparque Jorge Newbery | Aerolíneas Argentinas | E-190AR | 7 9 temporada invernal/verano |

## Estadísticas
| Ranking | Ciudad                               | Pasajeros (2017) | Pasajeros (2018) | Pasajeros (2019) | Variación | Aerolíneas            |
| ------- | ------------------------------------ | ---------------- | ---------------- | ---------------- | --------- | --------------------- |
| 1       | Buenos Aires (Aeroparque), Argentina | 54.584           | 52.429           | 53.694           | +2,41     | Austral Líneas Aéreas |

## Aerolíneas y destinos que cesaron operaciones
- Austral Líneas Aéreas (Aeroparque)
- Southern Winds